# N376 (België)
De N376 is een gewestweg in de Belgische provincie West-Vlaanderen. De weg verbindt Brugge met de Nederlandse grens bij Sluis. De weg heeft een totale lengte van ongeveer 17 kilometer. De N376 is tussen de N49 Expresweg en de N348 een belangrijke toegangsweg naar de haven van Brugge-Zeebrugge.

## Traject
De N376 loopt vanaf de R30 (ring Brugge) naar het noorden. Bij Dudzele buigt de weg af naar het noordoosten, om verderop het Schipdonkkanaal en het Leopoldkanaal te kruisen. In Westkapelle, een deelgemeente van Knokke-Heist, wordt de N49 gekruist. Voorbij de kruising met de Expresweg buigt de weg naar het oostzuidoosten om aan de Nederlandse grens bij Sluis over te gaan in de Provinciale weg 253.

## N376a
De N376a is een verbindings bij Westkapelle. De weg heeft een totale lengte van 1,8 kilometer.

### Traject
De N376a loopt vanaf de N376 in zuidwestelijke richting. Na de kruising met de N49 gaat de weg door het centrum van Westkapelle om dan bij de kruising met de N376, over te gaan op de N374.